# Euthalia tudela
Euthalia tudela är en fjärilsart som beskrevs av Hans Fruhstorfer 1913. Euthalia tudela ingår i släktet Euthalia och familjen praktfjärilar. Inga underarter finns listade i Catalogue of Life.